# Oktjabr'skij (Baschiria)
Oktjabr'skij è una città della Russia europea sudorientale, situata lungo il confine occidentale della Repubblica Autonoma della Baschiria, sul fiume Ik (tributario della Kama).
La sua fondazione risale al 1946.